# Ден Абнетт
Ден Абнетт (англ. Dan Abnett, нар. 12 жовтня 1965) — британський письменник-фантаст і коміксист. Автор таких популярних на Заході комиксів, таких як: «Sinister Dexter», «Black Light», «Badlands», «Atavar», «Downlode Tales», «Sancho Panzer», «Roadkill» і «Wardog». Працював з видавництвами Marvel і Dark Horse.
Для видавництва «The Black Library» він написав романи за всесвітом Warhammer 40,000 в жанрі воєнної наукової фантастики: Цикл «Айзенгорн» і Цикл «Рейвенор», а також першу книгу циклу «Єресь Гора», яка стала бестселлером. Абнетт також створив три романи за світом Warhammer Fantasy.

## Біографія
Народився 12 жовтня 1965 року в Рочдейлі. В дитинстві захоплювався коміксами, малював власні. Його мрією було стати письменником, навіть якщо це не приноситиме грошей. У 1984 році був зарахований до Коледжу святого Едмунда в Оксфорді, який закінчив 1987 року.
З 1988 створював, як фрилансер, комікси для Marvel Comics, зокрема про Трансформерів, Доктора Хто, Мисливців на привидів. У 1990-ті творив у рамках серії «2000 AD», для DC Comics писав про таких героїв як Супермен, Бетмен, Аквамен.
З 1996 співпрацює з видавництвом «Black Library», заснованим виробником настільних ігор Games Workshop. Підставами до співпраці стало захоплення Абнетта настільними іграми, такими як Warhammer 40,000, Warhammer Fantasy Battles і Dungeons & Dragons. Художник Девід Паг, що бачив комікс про Конана-варвара, створений Деном для Marvel, порекомендував його «Black Library» і Абнетта було прийнято на роботу. Спочатку він малював комікси, а згодом видавництво, побачивши письменницький талант, доручало і писати романи. На початку — в середині 2000-х прославився коміксами і романами за всесвітами Warhammer 40,000 і Warhammer Fantasy.
У 2009 році видав власний окремий фентезійний роман «Тріумф: Герой її величності». Був сценаристом фільму «Ультрамарини» (2010). Проживає і працює в Мейдстоуні.